# Выборы в Московскую областную думу (2021)
Выборы в Московскую областную думу седьмого созыва состоялись в Московской области 19 сентября 2021 года в единый день голосования одновременно с выборами в Государственную думу.
Избирается 50 депутатов по смешанной избирательной системе. 25 депутатов избираются по партийным спискам (пропорциональная система) для которых установлен 5%-й барьер, а распределение мест между списками, получившими более 5% голосов, происходит по формуле. Другие 25 депутатов избираются по одномандатным округам (мажоритарная система), побеждает набравший большинство голосов. Срок полномочий — пять лет.
На 1 января 2021 года в области было зарегистрировано 5 861 118 избирателей..
Избирательная комиссия Московской области (Мособлизбирком) состоит из 14 членов с правом решающего голоса. Действующий состав сформирован в декабре 2016 года на 5 лет до декабря 2021 года. Половина членов комиссии назначена Московской областной думой, другая половина — губернатором Московской области. Председатель избирательной комиссии — Илья Берёзкин (избран 22 ноября 2018 года).

## Ключевые даты
- 17 июня депутаты Мособлдумы назначили выборы на дату единого дня голосования — 19 сентября 2021 года
- 18 июня избирательная комиссия утвердила календарный план выборов[2][3] и опубликовала расчёт числа подписей, необходимых для регистрации кандидата[4] (следующие 3 дня после публикации решения о назначении выборов)
- с 19 июня по 19 июля — период выдвижения кандидатов партиями (30 дней после публикации решения о назначении выборов)
- с 19 июня по 1 августа до 18:00 — период выдвижения кандидатов в порядке самовыдвижения (заканчивается за 48 дней до дня голосования)
- сбор подписей — со дня оплаты изготовления подписных листов до 4 августа
- с 5 июля по 4 августа до 18:00 — период регистрации списков кандидатов и кандидатов по округам
- с 21 августа по 17 сентября — период агитации в СМИ
- 17-19 сентября — дни голосования

## Кандидаты

### Регистрация
Для регистрации областных списков кандидатов партиям необходимо собрать подписи избирателей в количестве 0,5%.
Для регистрации кандидата, выдвинутого по одномандатному избирательному округу, необходимо собрать подписи избирателей в количестве 3%
29 апреля избирком Московской области утвердил список из 10 партий, имеющих право выдвигать своих кандидатов, без сбора подписей:
- Единая Россия
- Зелёные
- Коммунисты России
- Коммунистическая партия Российской Федерации
- Либерально-демократическая партия России
- Новые люди
- Родина
- Российская партия пенсионеров за социальную справедливость
- Справедливая Россия — Патриоты — За правду
- Яблоко

### По партийным спискам
| - | Единая Россия                   |  | Андрей Воробьёв • Лидия Антонова • Игорь Брынцалов • Виктор Абрамов • Дмитрий Голубков                                             | 25 | 80 |   | 45,15 % (1186801) |
| | КПРФ                            |  | Николай Васильев • Константин Черемисов • Александр Наумов • Елена Мокринская • Михаил Волков • Владимир Рязанов • Андрей Литвинов | 25 | 97 |   | 19,47 % (511839)  |
| - | Зелёные                         |  | Артём Ковалев |    |    |   | 1,89 % (49677)    |
| - | Коммунисты России               |  | Максим Сурайкин |    |    |   | 2,15 % (56446)    |
| | ЛДПР                            |  | Владимир Бутенко • Антон Умников • Кирилл Жигарев • Александр Калтайс                                                              |    |    |   | 7,95 % (209063)   |
| - | Новые люди                      |  | Лев Закиров • Максим Гумаров • Владимир Лактюшин                                                                                   | 25 |    |   | 5,29 % (138985)   |
| | Родина                          |  | Алексей Рылеев • Никита Глебов • Алексей Гавриленко                                                                                |    |    |   | 1,38 % (36323)    |
| | Партия пенсионеров              |  | Александр Михайлов |    |    |   | 4,25 % (111613)   |
| | Справедливая Россия — За правду |  | Игорь Чистюхин • Анатолий Никитин • Александр Волнушкин                                                                            | 25 |    |   | 7,16 % (188236)   |
| | Яблоко                          |  | Александр Гунько | 25 | 45 |   | 1,82 % (47823)    |
| Партии, не имеющие льгот при выдвижении, вынужденные собирать подписи для регистрации списка:                                                       |                                 |  | |    |    |   |                   |
| - | -                               |  | - | -  | -  | - |                   |
| *В областную часть списка должно быть включено от 1 до 5 кандидатов.                                                                                |                                 |  | |    |    |   |                   |
| **Территориальная группа соответствует одномандатному округу и должна включать от 1 до 4 кандидатов. Территориальных групп должно быть от 13 до 25. |                                 |  | |    |    |   |                   |
| ***Общее число включённых в единый список кандидатов не может превышать 105 человек.                                                                |                                 |  | |    |    |   |                   |

### По округам
Московская область разделена на 25 избирательных округов. Схема одномандатных избирательных округов была определена избиркомом Московской области в октябре 2015 года, а в декабре 2015 года утверждена думой сроком на 10 лет. На 1.07.2015 в области числилось 5 571 639 избирателей, а средняя норма представительства составляла 222 866 человек. Меньше всего избирателей было в Люберецком округе № 11 (201 857), больше всего в Ступинском № 22 (243 228). К 2021 году количество избирателей изменилось. Также за 6 лет было проведено реформирование и укрупнение муниципальных образований.
| №  | Округ              | Территория округа | Кандидаты |
| -- | ------------------ | --- | --- |
| 1  | Балашихинский      | частично округ Балашиха, частично округ Щёлково                                                                         | Шапкин В. Н. (ЕР) Есин С. А. (КПРФ) Борисов К. В. (Ябл)                                                                       |
| 2  | Воскресенский      | округ Коломна, частично округ Воскресенск                                                                               | Зафиров Э. Г. (ЕР) Стрельцов С. А. (КПРФ) Дулин В. С. (Ябл) Мусин К.Х. (ЛДПР)                                                 |
| 3  | Дмитровский        | округ Дубна, округ Дмитровский, округ Талдомский                                                                        | Орлов А. В. (ЕР) Викулин Я. Н. (КПРФ) Редина О. В. (Ябл)                                                                      |
| 4  | Домодедовский      | округ Бронницы, округ Домодедово, частично округ Подольск, частично округ Раменский                                     | Жолобов О. В. (ЕР) Егоров Д. А. (КПРФ) Гунько А. В. (Ябл)                                                                     |
| 5  | Егорьевский        | округ Егорьевск, округ Луховицы, округ Зарайск, Серебряно-Прудский район, частично Воскресенский район                  | Матасов В. А. (ЕР) Воронин И. В. (Ябл)                                                                                        |
| 6  | Звенигородский     | округ Власиха (ЗАТО), округ Звенигород, частично округ Одинцовский                                                      | Лазутина Л. Е. (ЕР) Ходырев А. Г. (КПРФ) Дуленков А. Н. (Ябл)                                                                 |
| 7  | Истринский         | округ Красногорск, частично округ Истра                                                                                 | Козловская М.В.(Партия Пенсионеров) Гумаров М.Д. (НЛ) Володин Р. А. (ЕР) Черемисов К. Н. (КПРФ) Сомов С. М. (Ябл)             |
| 8  | Клинский           | округ Клин, округ Лотошино, округ Солнечногорск                                                                         | Сретинский С. В. (ЕР) Романов А. В. (КПРФ) Мочалов И. А. (Ябл)                                                                |
| 9  | Королёвский        | округ Королёв, частично округ Пушкинский (Ивантеевка)                                                                   | Керселян С. А. (ЕР) Петрова С. А. (КПРФ) Ревежак М. Ю. (Ябл)                                                                  |
| 10 | Лыткаринский       | округ Лыткарино, округ Котельники, округ Дзержинский, округ Ленинский,'частично округ Раменский, частично округ Люберцы | Жук В. П. (ЕР) Глотов В. Е. (КПРФ) Горностаев Д. А. (Ябл)                                                                     |
| 11 | Люберецкий         | частично округ Люберцы                                                                                                  | Дениско Д. В. (ЕР) Бызов В. А. (КПРФ) Качнов Н. П. (Ябл)                                                                      |
| 12 | Мытищинский        | округ Лобня, округ Мытищи                                                                                               | Мурзаков М. Н. (ЕР) Волкова Г. Б. (КПРФ) Яковлева Д. Р. (Ябл)                                                                 |
| 13 | Наро-Фоминский     | округ Краснознаменск (ЗАТО), округ Молодёжный (ЗАТО), округ Наро-Фоминский, частично округ Одинцовский                  | Рожнов О. А. (ЕР) Вавилов И. В. (КПРФ) Павлова Т. М. (Ябл)                                                                    |
| 14 | Ногинский          | частично округ Балашиха, округ Лосино-Петровский, округ Богородский, частично округ Щёлково                             | Толмачёв А. Р. (ЕР) Черемисов М. К. (КПРФ) Морозов Д. И. (Ябл)                                                                |
| 15 | Орехово-Зуевский   | частично округ Орехово-Зуево, округ Рошаль, округ Шатура                                                                | Живцов Э. Н. (ЕР) Петухов А. Е. (КПРФ) Фокин И. М. (Ябл)                                                                      |
| 16 | Подольский         | округ Подольск | Максимович П. И. (ЕР) Ходырев А. Г. (КПРФ) Зозуля А. П. (ЛДПР) Старчак А. В. (Ябл)                                            |
| 17 | Пушкинский         | округ Звёздный городок (ЗАТО), округ Фрязино, округ Черноголовка, частично округ Пушкинский, частично округ Щёлково     | Абрамов С.С. (Родина) Бабаченко С. В. (ЕР) Моторина Е. А. (КПРФ) Орлова А. Ю. (Ябл)                                           |
| 18 | Раменский          | округ Жуковский, частично округ Раменский                                                                               | Молоткова Ю. В. (ЕР) Чистюхин И.В. (СР) Репяхов А. В. (КПРФ) Кателевская М. В. (Ябл) Салихов Т.С. (Зелёные) Бибо А.П (Родина) |
| 19 | Реутовский         | частично округ Балашиха, округ Реутов                                                                                   | Брынцалов И. Ю. (ЕР) Лаговский П. А. (КПРФ) Куракин Е. Н. (Ябл)                                                               |
| 20 | Рузский            | округ Восход (ЗАТО), округ Волоколамский, округ Шаховская, округ Рузский, округ Можайский, частично округ Истра         | Сердюкова Т. В. (ЕР) Васильев М. Ю. (КПРФ) Алешкин А. В. (Ябл)                                                                |
| 21 | Сергиево-Посадский | частично округ Пушкинский (Красноармейск), округ Сергиево-Посадский                                                     | Легков А. Г. (ЕР) Громыко И. О. (КПРФ) Крыжов С. Б. (Ябл)                                                                     |
| 22 | Ступинский         | частично округ Коломна (Озёры), округ Протвино, округ Пущино, округ Кашира, округ Ступино, частично округ Серпухов      | Голубев А. А. (ЕР) Наумов А. А. (КПРФ) Копач Л. В. (Ябл)                                                                      |
| 23 | Химкинский         | округ Долгопрудный, округ Химки                                                                                         | Раев М. М. (ЕР) Бессонов А. Н. (КПРФ) Стеценко А. В. (Ябл)                                                                    |
| 24 | Чеховский          | округ Чехов, частично округ Серпухов                                                                                    | Карзубова Т. В. (ЕР) Черепенников А. В. (КПРФ) Буров Ю. А. (Ябл)                                                              |
| 25 | Электростальский   | округ Электрогорск, округ Электросталь, округ Павловский Посад, частично округ Орехово-Зуево                            | Самединова Л. Р. (ЕР) Бабин Е. П. (КПРФ) Галкин А. А. (Ябл)                                                                   |